# Kasteel van Jonzac
Het Kasteel van Jonzac (Frans: Châtelet de Jonzac) is een 15e-eeuws kasteel in de Franse gemeente Jonzac. Sinds 1843 is het beschermd als historisch monument.
Het kasteel bezit nog een ophaalbrug en mezekouwen.

## Geschiedenis
Al in de 11e eeuw werd er burcht op een heuvel boven de Seugne. Dit eerste kasteel werd vernield tijdens de Honderdjarige Oorlog. Arnaud de Sainte-Maure, graaf van Jonzac, liet in de tweede helft van de 15e eeuw een nieuw kasteel bouwen. In de 17e eeuw werd het kasteel verfraaid. In 1841 werd het gemeentehuis van Jonzac gevestigd in de noordelijke vleugel van het kasteel en in 1846 kwam de onderprefectuur van het arrondissement Jonzac in de zuidelijke vleugel. In de 19e eeuw werd het kasteel verder verbouwd.
In 2001 werd begonnen met de restauratie, waarbij de gracht aan de westelijke zijde opnieuw werd aangelegd en de noordelijke toren werd hersteld.